# Liquid Tension Experiment (альбом)
Liquid Tension Experiment — первый студийный альбом американской супергруппы Liquid Tension Experiment, вышедший в марте 1998 года на лейбле Magna Carta.

## Об альбоме
Альбом составлялся дома у Майка Портного на основе импровизаций, что составило фундамент проекта. Студийная запись была сделана за неделю. Кроме логически завершенных композиций, в альбоме присутствует получасовая композиция Three Minutes Warning (с англ. — «Трехминутное предупреждение»), которая целиком представляет собой запись импровизаций. Трек получил своё название от того, что Тони Левин периодически грозился уйти домой, если остальные музыканты не начнут через три минуты импровизировать. В отношении этой композиции на обложке была такая заметка: «CAUTION: „Three Minute Warning“ is not for the musically faint-hearted, impatient, or critics of extreme self-indulgence. If you fall into any of the above categories, please hit the stop button on your CD player after track # 8.», что означает в переводе: «Внимание: „Three Minute Warning“ не для музыкальных слабаков, нетерпеливых, и не для тех, кто очень критично относится к и свободному полёту творческой мысли. Если вы попадаете под одну из этих категорий, пожалуйста, остановите ваш CD-проигрыватель после восьмой дорожки».
Название трека — «Chris and Kevin’s Excellent Adventure» это не ссылка на двух предыдущих членов Dream Theater, Криса Колинза и Кевина Мура. Песня была названа так из-за фотографа, который во время съемки называл Майка Портного и Тони Левина, «Крисом» и «Кевином», даже несмотря на то, что его несколько раз поправляли. Оба музыканта решили назвать так двух с половиной минутный джем-трек. Также это ссылка на фильм Невероятные приключения Билла и Теда.

## Список композиций
| №   | Название                                | Длительность |
| --- | --------------------------------------- | ------------ |
| 1.  | «Paradigm Shift»                        | 8:54         |
| 2.  | «Osmosis»                               | 3:26         |
| 3.  | «Kindred Spirits»                       | 6:29         |
| 4.  | «The Stretch»                           | 2:00         |
| 5.  | «Freedom of Speech»                     | 9:19         |
| 6.  | «Chris and Kevin’s Excellent Adventure» | 2:21         |
| 7.  | «State of Grace»                        | 5:01         |
| 8.  | «Universal Mind»                        | 7:53         |
| 9.  | «Three Minute Warning (Part 1)»         | 8:20         |
| 10. | «Three Minute Warning (Part 2)»         | 4:02         |
| 11. | «Three Minute Warning (Part 3)»         | 5:18         |
| 12. | «Three Minute Warning (Part 4)»         | 4:20         |
| 13. | «Three Minute Warning (Part 5)»         | 6:31         |

## Участники записи
- Джон Петруччи — гитара
- Майк Портной — ударные, перкуссионные
- Тони Левин — бас-гитара, Chapman Stick
- Джордан Рудесс — клавишные